# Rafael Prudente
Rafael Cavalcanti Prudente (Brasília, 5 de novembro de 1983) é um administrador e político brasileiro. Filiado ao Movimento Democrático Democrático Brasileiro (MDB), foi deputado distrital e presidente da Câmara Legislativa do Distrito Federal. Atualmente é deputado federal.

## Biografia

### Família e educação
Natural de Brasília, Prudente é filho de Leonardo Prudente, ex-parlamentar condenado no âmbito do Escândalo do Mensalão no Distrito Federal. Durante a infância, residiu em Goiás e no Lago Norte, Brasília, onde também viveu durante toda a adolescência. Prudente declarou ser evangélico. É casado com Pollyanna Vaz, com quem tem dois filhos.
Quando tinha quinze anos de idade, passou a trabalhar com o pai, que era proprietário de empresas. Posteriormente, fundou a empresa Multi Segurança Eletrônica e graduou-se em administração pelo Instituto de Educação Superior de Brasília (Iesb). Em 2014, declarou à Justiça Eleitoral possuir um patrimônio R$ 1,1 milhão, o qual evoluiu para R$ 2,7 milhões em 2018.

### Carreira política
Prudente iniciou sua carreira política em 2014. Embora defendeu a inocência de seu pai, manteve distância política deste. Em outubro daquele ano, foi eleito para a Câmara Legislativa do Distrito Federal pelo Partido do Movimento Democrático Brasileiro (PMDB), tendo obtido 17.581 votos (1,15%).
Empossado como parlamentar, foi escolhido vice-presidente da Comissão de Orçamento e Finanças (Ceof) e mais tarde corregedor do legislativo. Em 2016, ofertou parecer pelo arquivamento do processo de cassação de Liliane Roriz, o qual foi acatado pelo órgão.
No decorrer de seu primeiro mandato como deputado, Prudente declarou ter apresentado 116 projetos, dos quais 34 teriam se tornado lei. Em 2015, manifestou-se favoravelmente ao projeto Escola Sem Partido.
Na eleição de 2018, Prudente reelegeu-se deputado distrital com 26.373 votos, ou 1,78% dos votos válidos, sendo a quarta maior votação para o cargo naquela eleição.
Em janeiro de 2019, foi eleito por seus pares como presidente da Câmara Legislativa com dezessete votos, derrotando o deputado Cláudio Abrantes, que recebeu sete votos. Foi empossado no cargo em 1º de janeiro, tornando-se o mais jovem presidente da Câmara Legislativa.
Em março de 2019, Prudente foi eleito presidente do MDB no Distrito Federal, em substituição ao ex-vice-governador Tadeu Filippelli. Prudente foi apoiado por 64 dos 70 membros do diretório distrital, com a eleição tendo ocorrido após acordo com o governador Ibaneis Rocha e o ex-senador Romero Jucá. Foi empossado nesta função em 7 de junho de 2019.